# 二城村
二城村（にじょうむら）は、愛知県東春日井郡にかつてあった村。現在の名古屋市守山区大永寺町・守山・川および旧金屋坊・旧大森垣外の区域に該当する。

## 沿革
- 明治22年（1889年）10月1日 - 町村制の施行により、大永寺村・大森垣外村・金屋坊村・川村・守山村が合併して二城村が発足。

現在の名古屋市立二城小学校の学校案内によると、近くに「小幡城」と「川村城」の2つの城があったことが「二城」の由来とある。しかし、二城村は二城小学校周辺の狭い地域ではなく、矢田川から庄内川に至る広い地域であり、小幡城があったのは隣の小幡村であることを考えると、「二城」の由来となった2つの城とは、二城村を構成する旧守山村の「守山城」と旧川村の「川村城」と捉えるのが妥当と言えよう。
- 明治39年（1906年）7月16日 - 高間村・小幡村・大森村と合併して守山町が発足。同日二城村廃止。